# Маті
Маті (італ. Mathi, п'єм. Mati) — муніципалітет в Італії, у регіоні П'ємонт,  метрополійне місто Турин.
Маті розташоване на відстані близько 550 км на північний захід від Рима, 26 км на північний захід від Турина.
Населення — 3899 осіб (2014).
Щорічний фестиваль відбувається 15 січня. Покровитель — San Mauro.

## Демографія
Населення за роками:

Станом на 1 січня 2023 року в муніципалітеті офіційно проживало 256 іноземців з 31 країни, серед них 137 громадян країн Євросоюзу та 7 громадян України.

## Сусідні муніципалітети
- Баланджеро
- Кафассе
- Коріо
- Гроссо
- Вілланова-Канавезе